# Louis-Joseph Manscour
Louis-Joseph Manscour (* 20. März 1945 in La Trinité, Martinique) ist ein französischer Politiker der Mouvement républicain et citoyen.

## Leben
Von Juni 2002 bis Juni 2012 war Manscour Abgeordneter in der Französischen Nationalversammlung. Manscour ist seit 2014 Abgeordneter im Europäischen Parlament. Dort ist er Stellvertretender Vorsitzender in der Delegation in der Paritätischen Parlamentarischen Versammlung AKP-EU und Mitglied im Ausschuss für regionale Entwicklung und in der Delegation im Parlamentarischen Ausschuss Cariforum-EU.